# Entandrophragma utile
Entandrophragma utile, con nombre corriente sipo o aiele, es una especie de árbol perteneciente a la familia Meliaceae. Es originaria de África tropical.

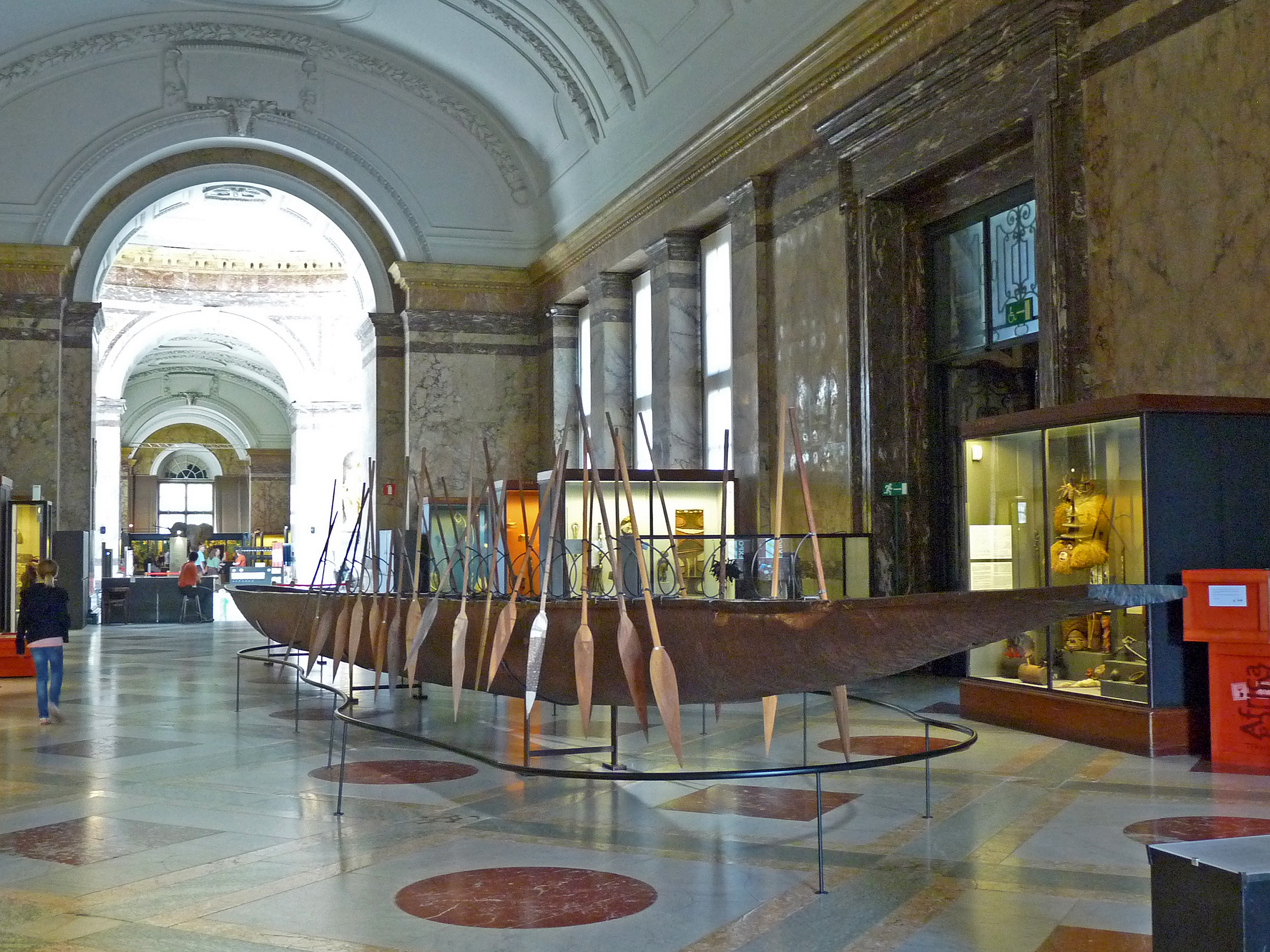
Piragua realizada con la madera de Entandrophragma utile

## Descripción
Es un árbol de hoja caduca que alcanza los 50 a 63 m de altura; con una corona regular con pocas ramas, pero masiva, el fuste cilíndrico, recto, y cónico, claro hasta los 26-40 m de altura, tiene  2,5 m de diámetro,y  8 metros de circunferencia por encima de los contrafuertes bien desarrollados que son estrechos a 5 m de altura.

## Distribución y hábitat
Se encuentra en la selva tropical con Heritiera utilis, en los bosques semicaducifolios de hoja perenne y húmedos, en bosques secos, está ausente en los lugares más húmedos, a menudo en se presenta en grupos de distribución muy irregular, a una altitud de 50 a 1400 metros.

## Usos
Su madera es parecida a la de Entandrophragma cylindricum pero más ligera y más gruesa; su exportación es importante para Costa de Marfil, Gabón y Ghana.
Es el árbol más grande del género. Se puede confundir con el Canarium schweinfurthii (Burseraceae). Es muy parecido a Entandrophragma angolense.

## Taxonomía
Entandrophragma utile fue descrita por (Dawe & Sprague) Sprague y publicado en Bulletin of Miscellaneous Information Kew 1910: 180. 1910.
Sinonimia
- Pseudocedrela utilis Dawe & Sprague (1906) basónimo
- Entandrophragma macrocarpum¡¡ A.Chev. (1909)
- Entandrophragma roburoides Vermoesen (1921)
- Entandrophragma thomasii Ledoux (1932)[4]